# Turnera oculata
Turnera oculata là một loài thực vật có hoa trong họ Lạc tiên. Loài này được Story miêu tả khoa học đầu tiên năm 1961.